# Ewald Marggraff
Willem Frederik Ewald Marggraff (Vught, 9 juni 1923 — Vught, 7 december 2003) was een Nederlands en Monegaskisch miljonair en grootgrondbezitter. Hij was een telg uit de juristenfamilie Marggraff. Centraal in zijn leven stond het Vughtse familielandgoed en landhuis Zionsburg. Marggraff stond bekend als excentriek en had een moeizame relatie met de overheid. Hij kwam in 2003 om het leven bij een brand die Zionsburg grotendeels verwoestte. Over deze brand en zijn dood circuleren veel geruchten.

## Levensloop
De familie Marggraff is een juristenfamilie uit Vught die sinds de achttiende eeuw in en om Den Bosch een aanzienlijk bezit aan onroerend goed en landerijen had weten op te bouwen.
Ewald Marggraff was de kleinzoon van J.L Marggraff, die in 1882 het landgoed Zionsburg in Vught had gekocht en daar een landhuis in Vlaamse neorenaissance stijl had laten bouwen. Hij was de zoon van Loke Marggraff en Catharina Schran. Hij was een van de zeven kinderen van dit echtpaar, waarvan een zoontje Johan Lodewijk op tweejarige leeftijd overleed aan een inenting met koepokstof, en een dochtertje Johanna slechts tien dagen oud werd. Vier dochters en zoon Ewald werden volwassen.
Marggraff bracht zijn middelbareschooltijd door aan het Stedelijk Gymnasium te 's-Hertogenbosch en het gymnasium in Zutphen. Hij studeerde daarna rechten aan de Universiteit Utrecht. Vervolgens rondde hij zijn studie privaatrecht af in Parijs. Tijdens de Tweede Wereldoorlog waren hij en zijn vier zussen ondergedoken op verschillende adressen in Nederland. Vader Loke Marggraff was gedurende de oorlog een van de gijzelaars in Kamp Sint-Michielsgestel. Pas aan het einde van de oorlog werd de familie weer herenigd.
Zionsburg werd door de Duitse bezetter gevorderd; de familie kreeg 24 uur de tijd het huis te ontruimen, maar deed er uiteindelijk drie dagen over. Een groot deel van de inboedel van Zionsburg werd opgeslagen in de toren in Vught, die oorspronkelijk behoorde bij de Hervormde Kerk. Ewald en zijn vader kochten in oktober 1944 de zich terugtrekkende Duitsers om zodat de Vughtse toren en Zionsburg gespaard bleven.
Loke Marggraff werd na de oorlog 15 maanden geïnterneerd in het kamp Vught. Dit gebeurde op basis van een verklaring waarin hij van collaboratie werd beschuldigd. Jarenlang correspondeerde Loke Marggraff hierover met diverse overheidsinstanties; uiteindelijk kreeg hij van de minister zelf een excuusbrief, en een schadevergoeding. Hij overleed in 1954 in de Zuid-Franse badplaats Nice aan de gevolgen van zijn internering na de oorlog en zijn gijzeling tijdens de oorlog. Zijn vrouw Catharina overleed in 1977.

## Beheer van familiebezit
Ewald Marggraff wist na de dood van zijn vader het aanzienlijke familiebezit van landerijen, boerderijen en huizen bijeen te houden, terwijl de meeste adellijke families in de twintigste eeuw hun bezit geleidelijk moesten afstoten. Marggraff slaagde hierin door zichzelf uit de erfenis van zijn vader al het onroerend goed te laten toebedelen, zijn zusters uit te kopen en vervolgens geen onderhoud meer uit te voeren. Rechtszaken die voortvloeiden uit zijn handelwijze - met name die om delen van zijn vervallende bezit te onteigenen - handelde hij in de meeste gevallen als jurist zelf af waardoor niets hem weerhield om tot in het oneindige door te procederen. De relatie met de overheid, en in het bijzonder de gemeente Vught - door de dood van zijn vader ten gevolge van diens internering toch al slecht - kwam hierdoor nog verder onder druk te staan.
Marggraff nam de Monagaskische nationaliteit aan om zo de belasting te omzeilen en bleef 'gedoogd' in Vught wonen. In een interview met De Gelderlander van juni 2003 beweerde Marggraff dat hij nog ruim vijfhonderd percelen bezat en zeker miljardair was. In 1998 was zijn vermogen echter geschat op veertig miljoen gulden; het verschil kon ten dele verklaard worden door aan te nemen dat Marggraff het alleen over de activa had gehad en de passiva buiten beschouwing had gelaten.
De omvang van zijn buitenlandse vermogen was bij een enkeling bekend en zou Marggraff naar verluidt een plaats op de lijst van de honderd rijkste Nederlanders hebben bezorgd. Marggraff was ten tijde van zijn dood nog in bezit van (minimaal) 689 hectare grond.
In de jaren 1970 werd Marggraff in krantenberichten en door tegenstanders vaak als "asociaal" afgeschilderd, als iemand die eigenbelang voor liet gaan boven dat van de gemeenschap. Dat werd in de hand gewerkt doordat hij zich in de vele interviews die hij gaf zeer laatdunkend over overheid, socialisten en de kerk uitliet. Naarmate hij ouder werd, riep zijn excentrieke gedrag echter steeds meer sympathie op. De milieubeweging waardeerde de wildernis waarin zijn landgoederen langzaamaan veranderden en zo het ideaal van 'natuurlijk bos' begon te benaderden.

## De brand in 2003
Ewald Marggraff was nooit getrouwd en leefde op het eind van zijn leven alleen met zijn hond op het landgoed Zionsburg. Het landgoed had geen enkele beveiliging; alleen de mensen die er regelmatig kwamen hielden een oogje in het zeil.
In de nacht van 6 op 7 december 2003 brak er brand uit. De brandweer verkeerde in de veronderstelling dat Marggraff op dat moment in Monaco verbleef en ging om die reden en vanwege instortingsgevaar het pand niet binnen. De volgende morgen werd zijn stoffelijk overschot vlak bij de voordeur teruggevonden; dat van zijn hond lag in de keuken.
De brand zou zijn ontstaan door een kachel in de bibliotheek die echter (naar wat wordt beweerd) al jaren niet meer functioneerde. Aangezien er in Vught kritiek werd geuit op het optreden van de brandweer vond er een speciale voorlichtingsavond plaats waarbij de brandweer haar manier van werken toelichtte. Op aandringen van familie en vrienden heeft de recherche van Vught de zaak onderzocht. Later is een deel van het koetshuis ook afgebrand; de brandweer kon niet verklaren wat daarvan de oorzaak was.

## Na de brand
Met een speciale vergunning werd Ewald Marggraff op 5 maart 2004 op Zionsburg begraven, in bijzijn van zijn zussen, een nichtje en de burgemeester van Vught. De boedel werd daarna door de erven Marggraff voorlopig onverdeeld gelaten en als een apart afgescheiden vermogen beheerd dat later werd omgezet in de Marggraff Stichting.
Deze stichting omvat de landgoederen Zionsburg, de Elzenburg, het Kapellebos te Vught, belangrijke delen van Noord-Brabants grootste loofbos De Geelders en het grote Wilhelminapark (vernoemd naar een oudtante) te Boxtel. Tezamen beslaat dit zo'n zevenhonderd hectare. Het onderhoud aan deze gebieden is weer ter hand genomen wat tot protesten heeft geleid vanwege de boskap waarmee dit gepaard gaat.

## Geruchten en speculatie
Rondom de brand en de dood van Ewald Marggraff circuleren talloze geruchten en theorieën. In november 2007 verscheen Het geheim van Zionsburg, een boek waarin Ewald Marggraff een sleutelpersonage is en waarin gespeculeerd wordt over de rol van Zionsburg in de Nederlandse geschiedenis. In 2019 werd de podcast De Brand in het Landhuis geproduceerd. Hierin werd op basis van bronnen van kunstonderzoeker Arthur Brand gesuggereerd dat Marggraff vermoord is, nadat hij slachtoffer zou zijn geworden van kunstzwendel. Het Openbaar Ministerie maakte op 12 februari 2019 bekend dat er geen nieuw onderzoek naar de dood van Marggraff zal worden gestart.